# Nora Gomringer

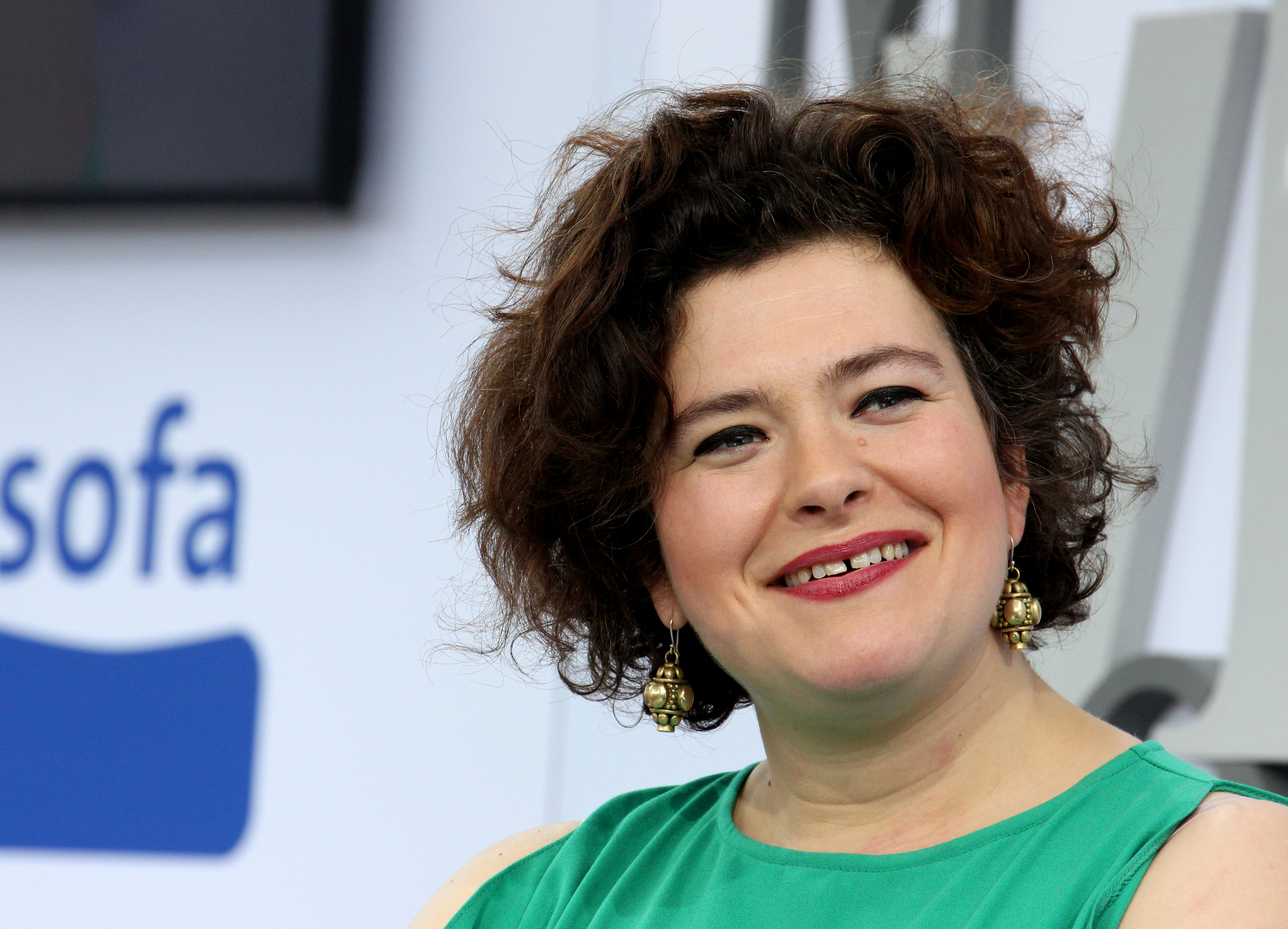
Nora Gomringer auf dem Blauen Sofa der Leipziger Buchmesse 2017

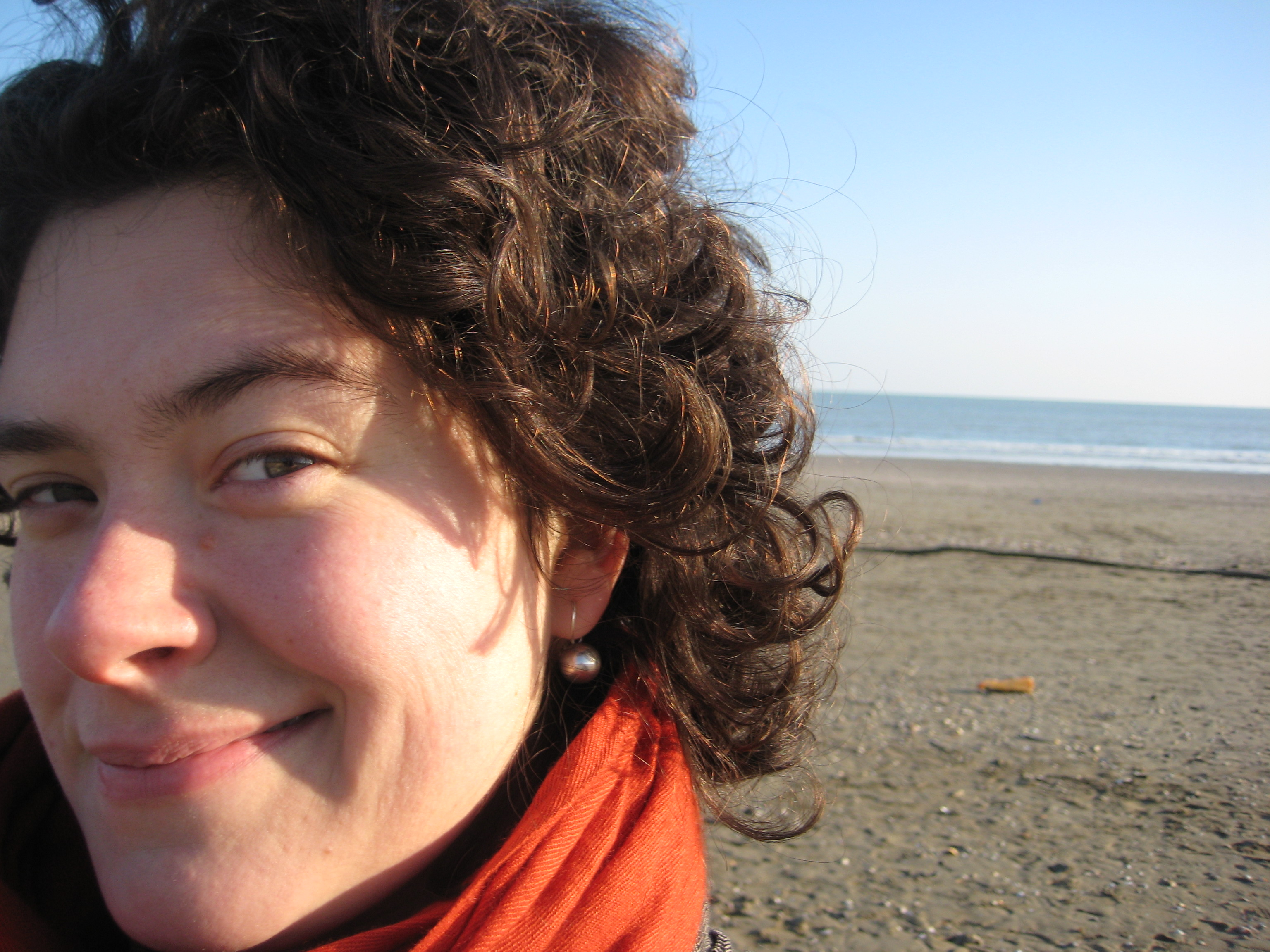
Nora Gomringer (Selfie, 2008)

Nora-Eugenie Gomringer (* 26. Januar 1980 in Neunkirchen/Saar) ist eine deutsch-schweizerische Lyrikerin, Rezitatorin und Gewinnerin des Ingeborg-Bachmann-Preises 2015. Sie lebt in Bamberg, wo sie seit 2010 das Internationale Künstlerhaus Villa Concordia als Direktorin leitet.

## Leben

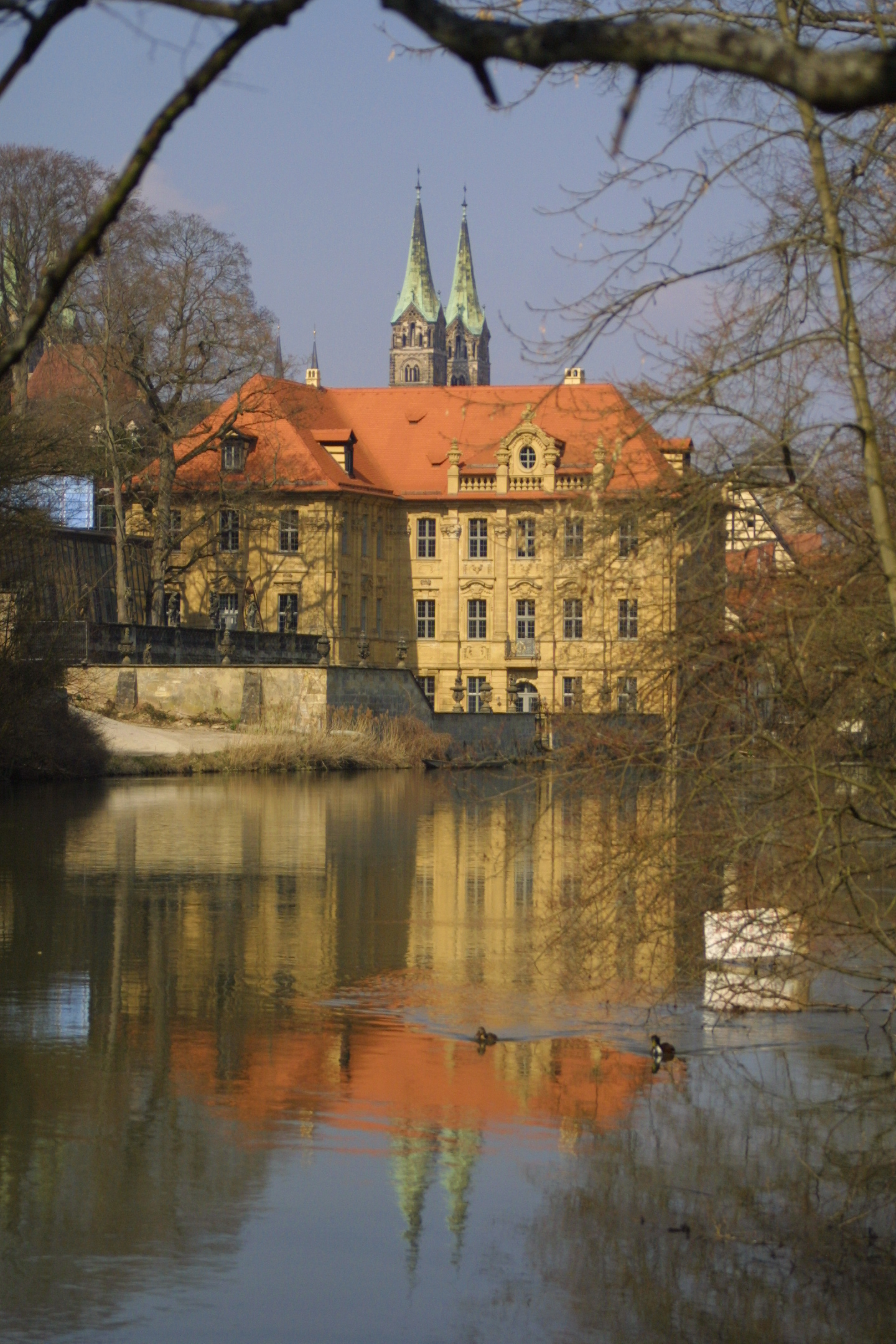
Arbeitsort seit 2010: Villa Concordia in Bamberg

Gomringers Eltern sind die deutsche Germanistin Nortrud Gomringer, geborene Ottenhausen (1941–2020) und der bolivianisch-schweizerische Avantgarde-Lyriker und ehemalige Professor an der Düsseldorfer Kunstakademie Eugen Gomringer (* 1925). Sie ist die einzige Tochter des Ehepaares und Schwester von sieben älteren Halbbrüdern.
Aufgewachsen ist Gomringer in Wurlitz bei Hof in Oberfranken. 1996 zog sie nach Bamberg. Die Schulausbildung schloss sie 1998 in Lititz im US-Bundesstaat Pennsylvania mit dem amerikanischen High-School-Diplom und 2000 am Franz-Ludwig-Gymnasium Bamberg mit dem Abitur ab. Anschließend nahm Gomringer das Studium der Anglistik, Germanistik und Kunstgeschichte an der Otto-Friedrich-Universität Bamberg auf, das sie 2006 abschloss. Praktika und Arbeitsaufenthalte absolvierte sie am Leo Baeck Institute in New York City (2001 und 2004) und am Archiv der Academy of Motion Picture Arts and Sciences in Los Angeles (2000).
Im April 2010 übernahm Gomringer die Leitung des Internationalen Künstlerhauses Villa Concordia in Bamberg als Direktorin. Im November 2020 kuratierte Nora Gomringer unter dem Motto „2020 – Vom Leben in der Zukunft“ das forum:autoren auf dem Literaturfest München.

## Wirken

### Lyrik
Nach einem Band im Selbstverlag wurde der Grupello Verlag Düsseldorf auf das Werk der Debütantin aufmerksam und veröffentlichte 2002 Silbentrennung. Seit 2006 wird die Autorin bei Voland & Quist betreut. Es liegen sieben Lyrikbände und ein Essayband sowie zahlreiche Einzelveröffentlichungen vor. Zuletzt erschien Morbus mit Grafiken von Reimar Limmer. Zudem arbeitet Gomringer in unterschiedlicher Form mit Musikern und Bildenden Künstlern zusammen.
Musikalische Bühnenpartner waren neben anderen Günter Baby Sommer, Franz Tröger, Scratch Dee, Michael Stauffer, Wortart Ensemble, DJ Kermit und Philipp Scholz. Mit Fiva und Mia Pittroff gewann sie 2005 im Team-Slam die Deutschen Poetry-Slam-Meisterschaften in Leipzig. Einzelne Lyrikbände sind ins Schwedische (Übersetzerin: Cecilia Hansson) und Französische (Übersetzer: Vincent Barras) übersetzt. Belarussische, englische und spanische Übertragungen erschienen zum Teil 2013. Einzelne Texte und kleine Zyklen sind ins Norwegische, Spanische, amerikanische Englisch, Letzeburgische, Niederländische, Bretonische und Farsi übersetzt.

### Opern- und Hörprojekte
2013 feierte das Opernprojekt Drei fliegende Minuten (Musik: Helga Pogatschar, Inszenierung: Peter Schelling) Premiere in Basel. Von Nora Gomringer stammt das Libretto.
Häufig begleiten kleine Film- und Videoprojekte ihre Arbeit. Als Beispiele sind ihre Lyrikbände mit Audio-CDs zu nennen oder auch die Videoinstallationen zu den 2013 erschienenen Monster Poems.
Im Herbst 2013 war die dreiteilige Radio-Essay-Reihe Nora Gomringer sieht fern beim Nachtstudio des BR zu hören.
Für die 2018 an der Jungen Oper Stuttgart uraufgeführte Oper KRIEG – Stell dir vor, er wäre hier des Berliner Komponisten Marius Felix Lange auf den gleichnamigen Text von Janne Teller schrieb Nora Gomringer den Text reflektierende Gedichtinseln, deren Vertonungen von einer Sopranistin und einem Bariton gesungen werden.

### Zusammenarbeit mit Wortart Ensemble
Seit etwa 2010 arbeitet die A-cappella-Formation Wortart Ensemble mit Texten aus dem Werk Nora Gomringers und nutzt diese für Vertonungen und für die aktive Gestaltung von Workshops mit sängerischem Nachwuchs und professionellen Sängern. Seit 2011 arbeiten die fünf Sängerinnen und Sänger mit Nora Gomringer auf der Bühne zusammen und treten mit einem abendfüllenden Programm auf. 2012 war das Programm „Nora Gomringer meets Wortart Ensemble“ zum 50. Jubiläum des Goethe Instituts in Toronto eingeladen. Nach einer USA- und Kanada-Tour folgten auch eine Deutschland-Tour und 2013 ein eigenes Album über diese Zusammenarbeit.

### Poetry Slam
In den Jahren 2001 bis 2006 gestaltete Nora Gomringer die Poetry-Slam-Szene in Deutschland aktiv mit, unter anderem durch den Bamberger Poetry Slam, den sie 2001 mit Stefankai Spörlein und Keith Kennetz gründete. Der Poetry Slam hatte in Bamberg über mehrere Jahre seinen festen Veranstaltungsort im Morph Club und wurde vom mehrfach ausgezeichneten Slammer und Autor Christian Ritter betreut. Der Umstand, dass sich Gomringer 2006 nahezu gänzlich aus der Poetry-Slam-Szene verabschiedete, gab der Autorin die Freiheit, zu ihren lyrischen Wurzeln zurückzukehren, ausgestattet mit dem Erfahrungsrüstzeug der Spoken-Word-Szene, nun aber – wie in ihrem Falle – dem vor dem Vortrag schriftlich niedergelegten Text verpflichtet.

### Gewinn des Ingeborg-Bachmann-Preises
2015 nahm Gomringer mit ihrem Text Recherche am 39. Wettbewerb um den Ingeborg-Bachmann-Preis teil. Sie gewann den Wettbewerb mit ihrer Geschichte um eine Autorin, die den tödlichen Sturz eines Jungen im Alter von dreizehn Jahren aus einem Hochhaus untersucht. Gomringer, die bis zu diesem Erfolg fast ausschließlich als Lyrikerin hervorgetreten war, spielte danach mit dem Gedanken, einen Roman zu schreiben, sofern ihre Arbeit als Direktorin des Künstlerhauses es zulasse.
Von 2018 bis 2020 war Nora Gomringer ein Jurymitglied des Bachmann-Preises.

## Auszeichnungen (Auswahl)
- 2003: Hattinger Förderpreis für junge Literatur
- 2006: Literaturpreis der Stadt Erlangen
- 2006: Bayerischer Kunstförderpreis in der Sparte Literatur
- 2007: Kulturpreis Bayern der E.on-Bayern AG
- 2007: Kulturpreis der Stadt Rehau
- 2008: Nikolaus-Lenau-Preis
- 2009: Kulturpreis der Oberfrankenstiftung
- 2010: Poetik-Dozentur an der Universität Koblenz-Landau
- 2010: Werkförderung durch die Pro Helvetia
- 2011: Jacob-Grimm-Preis Deutsche Sprache[6]
- 2012: Joachim-Ringelnatz-Preis
- 2013: Literaturpreis des Kulturkreises der deutschen Wirtschaft in der Sparte Poesie
- 2013: August-Graf-von-Platen-Lyrikpreis
- 2014: Otto-Grau-Kulturpreis
- 2015: Weilheimer Literaturpreis[7]
- 2015: Medaille für besondere Verdienste um Bayern in einem Vereinten Europa
- 2015: Ingeborg-Bachmann-Preis
- 2019: Bayerischer Verdienstorden[8]
- 2021: Carl-Zuckmayer-Medaille des Landes Rheinland-Pfalz[9]
- 2022: Else-Lasker-Schüler-Lyrikpreis[10]
- 2023: Mitglied der Akademie der Wissenschaften und der Literatur
- 2024: Ida-Dehmel-Literaturpreis[11]
- 2024: E.T.A. Hoffmann-Preis[12]
- 2025: Kasseler Literaturpreis für grotesken Humor[13]

Nora Gomringer hatte Poetikdozenturen der Universitäten Sheffield, Koblenz-Landau (zusammen mit Eugen Gomringer) und Kiel inne. Aufenthaltsstipendien, Lesereisen und Beteiligungen an internationalen Festivals führten sie nach Nowosibirsk, Toronto, in die USA, nach Neu-Delhi, Göteborg, vielfach in die Schweiz, nach Buenos Aires, Peking und Medellín.

## Mitgliedschaften
Sie ist Mitglied des PEN-Zentrums Deutschlands, des Rotary Clubs, ist Stiftungsratsmitglied des Museums Buchheim sowie Mitglied des Kuratoriums ihrer Alma Mater.

## Werke
- Gedichte. Eigenverlag 2000.

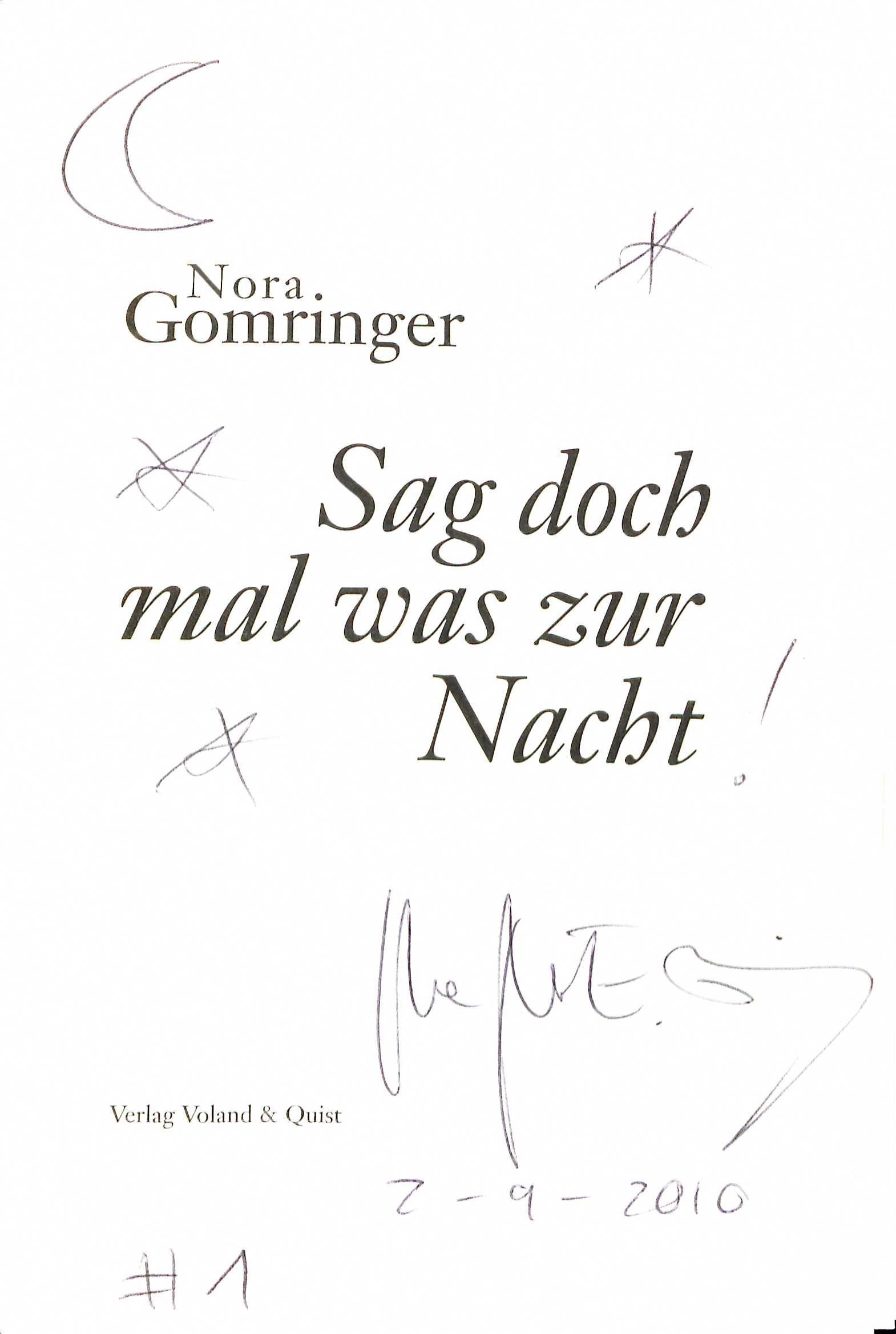
Signatur

- Silbentrennung. Grupello, Düsseldorf 2002, ISBN 3-933749-78-6.
- Sag doch mal was zur Nacht. Buch mit Audio-CD. Voland & Quist, Dresden/Leipzig 2006, ISBN 3-938424-13-3.
- Klimaforschung. Buch mit Audio-CD. Voland & Quist, Dresden/Leipzig 2008, ISBN 978-3-938424-32-2.
- Kleine Menschen. CD-Projekt mit Michael Stauffer. Der gesunde Menschenversand, Luzern 2010, ISBN 978-3-905825-18-3.
- Nachrichten aus der Luft. Voland & Quist, Dresden/Leipzig 2010, ISBN 978-3-938424-53-7.
- Ich werde etwas mit der Sprache machen. Voland & Quist, Dresden/Leipzig 2011, ISBN 978-3-86391-003-7.
- Mein Gedicht fragt nicht lange. Buch mit Audio-CD. Voland & Quist, Dresden/Leipzig 2011, ISBN 978-3-86391-004-4.
- Monster Poems. Mit Illustrationen von Reimar Limmer. Buch mit Audio-CD. Voland & Quist, Dresden/Leipzig 2013, ISBN 978-3-86391-028-0.
- mit Karl Döhler (Hrsg.): Bäume, Wege, Jahreszeiten, der Wanderer Jean Paul. Fichtelgebirgsmuseum, Wunsiedel 2013, ISBN 978-3-9805920-4-8 (zur Fotoausstellung im Fichtelgebirgsmuseum Wunsiedel vom 20. März bis 19. Juni 2013).
- Morbus. Mit Illustrationen von Reimar Limmer. Buch mit Audio-CD. Voland & Quist, Dresden/Leipzig 2015, ISBN 978-3-86391-097-6.
- Mein Gedicht fragt nicht lange reloaded. Buch mit Audio-CD. Voland & Quist, Dresden/Leipzig 2015, ISBN 978-3-86391-108-9.
- achduje. Sprechtexte. (= edition spoken script. 16.) Der gesunde Menschenversand, Luzern 2015, ISBN 978-3-03853-013-8.
- Ich bin doch nicht hier, um Sie zu amüsieren. Voland & Quist, Dresden/Leipzig 2015, ISBN 978-3-86391-115-7.
- Booklet zum CD-Hörspiel ...LINER ROMA..., von Joachim Ringelnatz. Der Hörverlag, München 2015, ISBN 978-3-8445-2092-7.
- Peng Peng Peng (mit Philipp Scholz). Voland & Quist, Dresden/Leipzig 2017.
- Moden. Mit Illustrationen von Reimar Limmer. Buch mit Audio-CD. Voland & Quist, Dresden/Leipzig 2017. ISBN 978-3-86391-169-0
- Gedichte aus/auf Netzhaut – vom Verhandeln des Poetischen im Öffentlichen. Lyrik Kabinett (Münchner Reden zur Poesie), München 2019. ISBN 978-3-938776-52-0.
- Gottesanbieterin. Gedichte. Voland & Quist, Berlin/Dresden 2020, ISBN 978-3-86391-250-5.[14]
- (13) Anfänge und (12) gute Feenwünsche. Rede an die Abiturienten des Jahrgangs 2021. Hg. von Tilla Fuchs, Conte, Sankt Ingbert, ISBN 978-3-95602-238-8.

Als Herausgeberin
- mit Christoph Buchwald: Jahrbuch der Lyrik 2015. DVA, München 2015, ISBN 978-3-421-04612-3.
- mit Clara Nielsen: Lautstärke ist weiblich. Satyr Verlag, Berlin 2017, ISBN 978-3-944035-91-8.
- mit Martin Beyer: #poesie. Voland & Quist, Dresden 2018, ISBN 978-3-86391-197-3.